# Моравиця (гміна)
Гміна Моравиця (пол. Gmina Morawica) — місько-сільська гміна у східній Польщі. Належить до Келецького повіту Свентокшиського воєводства.
Станом на 31 грудня 2011 у гміні проживало 14910 осіб.

## Територія
Згідно з даними за 2007 рік площа гміни становила 140.45 км², у тому числі:
- орні землі: 64.00%
- ліси: 27.00%

Таким чином, площа гміни становить 6.25% площі повіту.

## Населення
Станом на 31 грудня 2011:
| Опис     | Загалом | Загалом | Чоловіки | Чоловіки | Жінки | Жінки |
| -------- | ------- | ------- | -------- | -------- | ----- | ----- |
| одиниця  | осіб    | %       | осіб     | %        | осіб  | %     |
| все      | 14910   | 100     | 7507     | 50.35    | 7403  | 49.65 |
| міське   | 0       | 100     | 0        |          | 0     |       |
| сільське | 14910   | 100     | 7507     | 50.35    | 7403  | 49.65 |

## Сусідні гміни
Гміна Моравиця межує з такими гмінами: Далешице, Кіє, Пешхниця, Новіни, Собкув, Хенцини, Хмельник.